# Fair Haven
För andra betydelser, se Fair Haven (olika betydelser).
Fair Haven är en kommun (town) i Rutland County i delstaten Vermont i USA. Vid folkräkningen år 2000 bodde 2928 personer på orten. Den har enligt United States Census Bureau en area på totalt 47 km² varav 1,3 km² är vatten. 